# La mujer sin sombra
La mujer sin sombra (título original en alemán, Die Frau ohne Schatten) es una ópera en tres actos con música de Richard Strauss y libreto en alemán del poeta Hugo von Hofmannsthal. Opus 65 y sexta ópera del compositor bávaro, señala la cuarta colaboración del distinguido binomio responsable de Elektra, El caballero de la rosa (Der Rosenkavalier) y Ariadna en Naxos (Ariadne auf Naxos). El estreno tuvo lugar el 10 de octubre de 1919 en la Staatsoper de Viena. Debido a su extensión, complicado argumento y dificultades vocales y escénicas no conquistó inmediatamente el favor del público; no obstante, se la considera su más completo y aventurado trabajo para el género lírico. En 1946, Strauss reunió los temas principales en la suite orquestal "Fantasía La mujer sin sombra".

## Personajes
| Personaje                                          | Tesitura          | Reparto el 10 de octubre de 1919 Director: Franz Schalk |
| -------------------------------------------------- | ----------------- | ------------------------------------------------------- |
| El Emperador (emperador de Las islas del sur)      | tenor             | Karl-Aagaard Oestvig                                    |
| La Emperatriz (hija del Rey de los Espíritus)      | soprano           | Maria Jeritza                                           |
| La Nodriza (nodriza de la emperatriz)              | mezzosoprano      | Lucie Weidt                                             |
| Barak (un tintorero)                               | barítono          | Richard Mayr                                            |
| La Mujer (esposa de Barak)                         | soprano dramática | Lotte Lehmann                                           |
| El Mensajero (mensajero de Keikobad)               | barítono          | Josef von Manowarda                                     |
| Voz del Halcón                                     | soprano           | Felicie Hüni-Mihacsek                                   |
| Aparición de un joven hermoso                      | tenor             | Elisabeth Schumann                                      |
| Una voz de lo alto                                 | contralto         | Maria Olczewska                                         |
| Guardián del templo                                | soprano           | Sybilla Blei                                            |
| Un tuerto (hermano de Barak)                       | bajo              | Viktor Madin                                            |
| Un manco (hermano de Barak)                        | bajo              | Julius Betetto                                          |
| Un jorobado (hermano de Barak)                     | tenor             | Anton Arnold                                            |
| Voces de los nonatos, sirvientes, guardianes, etc. |                   |                                                         |

## Argumento
Lugar: Las islas del sur.
Tiempo: indeterminado.

### Acto I
Escena I
El palacio del Emperador. 

El Alba. El aya de la Emperatriz ve sobre las aguas una luz que se transforma en un mensajero de Keikobad, soberano del mundo espiritual y padre de la Emperatriz, quien le advierte que por no haber concebido, la Emperatriz carece de sombra; y le comunica que tiene tres días para obtenerla, so pena de regresar por la fuerza al seno paterno y su consorte, el Emperador, se volverá de piedra. El Aya ve con buenos ojos la posibilidad de regresar al mundo de los espíritus, pues detesta vivir entre los humanos. El Emperador sale de sus aposentos y le ordena al Aya que cuide de la Emperatriz, mientras él va a un viaje de caza por los próximos tres días, en los que espera encontrar a su halcón favorito, un halcón rojo que le ayudó a cazar a una gacela que posteriormente se transformó en la Emperatriz, pero como la había herido, él le golpeó un ala y la hizo sangrar; el halcón huyó. Después de que el Emperador se ha ido, sale la Emperatriz de sus habitaciones y recuerda con nostalgia los días en los que ella se podía transformar. A lo lejos alcanza a ver al halcón rojo. Ella lo saluda, pero el halcón llora: "la Mujer no arroja sombra, el Emperador se transformará en piedra." La Emperatriz recuerda que el día que conoció al Emperador, había perdido un talismán que le daba poderes de transformación, que tenía una maldición escrita; ella desesperada le suplica al Aya que le diga cómo obtener una sombra, a lo que ésta le responde que deberá buscarla entre los hombres. Aunque en un principio titubea, se decide a buscar una sombra, tratando de encontrar a una mujer que se la venda.
Escena II
En la casa de Barak.

Los tres hermanos pelean entre sí por una cosa robada, la esposa de Barak los separa arrojándoles un cubo de agua. Los hermanos se enojan con ella y le reprochan que no tenga hijos. Barak llega y apacigua las cosas. La mujer quiere que sus cuñados se vayan pero Barak la convence de que no lo haga. Él desea hijos, pero la mujer se niega y secretamente jura que nunca los tendrá. Barak parte a vender sus mercaderías y llegan la Emperatriz y el Aya disfrazadas. La esposa quiere que ellas se vayan, pero el Aya le hace ver imágenes de riquezas y lujos que ella puede ganar si vende su sombra. Para lograrlo, la mujer deberá separarse de su marido por los próximos tres días, momento en el cual se cerrará el contrato de venta. La mujer accede, la Emperatriz y el Aya vendrán a casa como "parientes pobres" que se dedicarán a la servidumbre. La mujer escucha que Barak vuelve y se preocupa que la cena no está lista. El Aya conjura su magia y hace que unos pescados se cocinen solos. Ellas parten y de la sartén salen las voces de los niños no natos que le piden a su madre que los deje entrar. La mujer, asustada, apaga el fuego. Llega Barak y se sorprende encontrar que su cama ha sido puesta en otro lado, y asume que el súbito cambio de humor de su esposa se debe a un posible embarazo. Él accede de mala gana a dormir en el piso, mientras los vigilantes nocturnos cantan loas al amor conyugal.

### Acto II
Escena I
En la casa de Barak.

El Aya ayuda a Barak a prepararse para el mercado, sale y le propone a la mujer tomar un amante, con sus artes mágicas hace que una escoba cobre vida y se transforma en un joven hermoso. La Emperatriz se siente culpable y escandalizada del carácter de la mujer del tintorero. Vuelve Barak, acompañado de un gran grupo de niños indigentes, ha tenido un excelente día en el mercado y ha comprado grandes cantidades de comida y ha invitado a todos para celebrar, pero la mujer se las arregla para arruinarle su celebración. Los sentimientos de culpa de la Emperatriz crecen, pues Barak es muy amable con ella.
Escena II
En el coto de caza imperial.

El Emperador, guiado por el halcón rojo, ve entrar a la Emperatriz y al Aya al coto de caza, cosa que no le extraña, pues ella le había indicado que ahí viviría durante los tres días de su viaje. El Emperador se acerca y huele que su esposa tiene olor humano, y resuelve que tiene que matarla, pero el halcón le indica que tendrá que hacerlo con sus propias manos, por lo que el Emperador huye.
Escena III
En la casa de Barak.

La mujer está embriagada de los sueños de la fortuna que va a poseer al vender su sombra. El Aya droga a Barak y conjura al joven hermoso, la mujer se espanta cuando el hombre se acerca a seducirla y despierta a Barak, pero pronto le reprocha que no haya cuidado su casa y se va al pueblo, dejándolo confundido, la Emperatriz se siente más culpable.
Escena IV
En el coto de caza imperial.

La Emperatriz tiene pesadillas y premoniciones, se siente culpable por el daño que le va a causar a Barak y tiene visiones del Emperador que entra en un gran templo que ella reconoce como el reino de su padre, mientras coros invisibles profetizan el destino que le espera.
Escena V
La mujer finalmente explota en sus deseos de denostar a su esposo y confiesa que ha tenido amantes en su propia casa y que ha vendido su sombra por un precio sin igual. Barak cree que su mujer se ha vuelto loca, pero cuando acerca una llama y efectivamente ve que ella no arroja sombra, se enfurece. El Aya conjura sus artes mágicas y hace aparecer una espada en la mano de Barak y su mujer implora piedad, la Emperatriz se niega a tomar la sombra, pues está manchada de sangre. Se abre la tierra y devora a los habitantes de la casa.

### Acto III
Escena I
En un subterráneo en el reino de Keikobad.

La mujer es atormentada por las voces de los no natos. Barak está en una celda junto a ella y se arrepiente por haber intentado asesinar a su mujer, mientras ella confiesa el gran amor que siente por su marido. Una voz de lo alto los guía por separado hacia unas escaleras.
Escena II
En un muelle subterráneo.

Llega una barca mágica que lleva a la Emperatriz y al Aya. El Aya intenta convencer a la Emperatriz de que huyan, pero la Emperatriz reconoce las puertas que están detrás de ella como la entrada al Templo de Keikobad y sabe que él la espera detrás de esas puertas; ella despide al Aya y entra por las puertas. El Aya profetiza sobre las torturas que la esperan detrás de las puertas, la mujer y Barak se encuentran por separado con ella, buscándose mutuamente, ella para morir a manos de su esposo, él para perdonarla y protegerla, el Aya los dirige en direcciones opuestas. Intenta entrar al templo y el mensajero la detiene y le hace saber que está condenada al destierro entre los humanos, perdiendo sus poderes mágicos.
Escena III
Dentro del templo de Keikobad.

La Emperatriz entra en el templo y se dirige a Keikobad, le implora perdón y le pide encontrar un lugar entre los que arrojan sombra. Aparece una fuente de la vida, un guardia le dice que puede reclamar la sombra de la mujer si bebe de la fuente, la Emperatriz está a punto de hacerlo, pero escucha las súplicas de Barak y su mujer y se detiene, no puede adquirir la humanidad robándosela a otros, Keikobad le muestra al Emperador petrificado, salvo por sus ojos suplicantes. A pesar de esto, ella no cede, no beberá de la fuente. La prueba ha sido pasada, la Emperatriz obtiene una sombra y el Emperador vuelve a la vida.
Escena IV
En un paisaje paradisíaco.

La Emperatriz y el Emperador cantan sobre las bendiciones conyugales. Barak y su mujer se reúnen y ella obtiene su sombra nuevamente. Los cuatro cantan un himno a las alegrías que les esperan, mientras las voces de los no natos se regocijan sobre la vida que les espera.

## Representación
La representación de La mujer sin sombra se extiende por aproximadamente cuatro horas y presenta grandes desafíos tanto en el foso orquestal como en el palco escénico, donde sus intérpretes deben poseer suficiente caudal para montar la gigantesca orquesta straussiana. Las mayores dificultades las presenta la alta tesitura del personaje de la Emperatriz, a cargo de una soprano dramática que también debe ejecutar pasajes de coloratura y agudos estratosféricos; no se quedan atrás las exigencias para la Tintorera, que requiere gran resistencia e inmenso poderío sonoro, y la Nodriza, cuya peligrosa tesitura oscila entre las de contralto, mezzo y soprano convirtiéndola en uno de los más temidos y especializados papeles de la literatura operística. Menos exigentes aunque igualmente difíciles, los dos principales papeles masculinos del Emperador y el tintorero Barak, están compuestos para tenor dramático y barítono. Igualmente difícil es encontrar los cantantes secundarias, pues sus partes solicitan cantantes de primer nivel, lo cual hace que esta ópera sea muy costosa.

## Reconocimiento internacional
Demorado por la Primera Guerra Mundial, su estreno tuvo lugar el 10 de octubre de 1919, en la Ópera Estatal de Viena, bajo la dirección musical de Franz Schalk, dirección escénica de Hans Breuer Bühne, escenografía de Alfred Roller y la participación de las dos sopranos favoritas (y encarnizadas rivales) del compositor: Maria Jeritza y Lotte Lehmann a cargo de la Emperatriz y la Tintorera. Días después fue estrenada en la Ópera de Dresde, desde entonces ha permanecido tradicionalmente asociada con esa casa de ópera así como las de Viena y la Ópera Estatal de Baviera en Múnich, Alemania. En 1949, Erich Kleiber la estrenó en el Teatro Colón de Buenos Aires y en 1959 tuvo lugar el estreno estadounidense en la Ópera de San Francisco.
Desde el fin de la Segunda Guerra Mundial, su establecimiento en el repertorio internacional fue impulsado por los directores Rudolf Kempe, Ferdinand Leitner, Leopold Ludwig, Joseph Keilberth, Erich Leinsdorf y en especial, el paladín de Strauss, Karl Böhm, responsable de numerosos estrenos y grabaciones tanto en estudio como en vivo. En 1964, conmemorando el centenario del nacimiento del compositor, Herbert von Karajan en la doble tarea de director orquestal y escénico se despidió como regente de la Opera Estatal de Viena en una serie de celebradas representaciones que reunieron a un memorable elenco encabezado por la soprano vienesa Leonie Rysanek (1926-1998) la más famosa Emperatriz en la historia de esta ópera, y la mezzosoprano berlinesa Christa Ludwig cantando como soprano el papel de la Tintorera. Les acompañaron Grace Hoffmann, Jess Thomas, Walter Berry, Lucia Popp como la "Voz del halcón" y el tenor Fritz Wunderlich en la breve aparición del joven hermoso. En 1966 dirigidas por Karl Böhm, Rysanek y Ludwig fueron nuevamente aclamadas en el estreno neoyorquino acaecido en el flamante edificio del Metropolitan Opera, considerado uno de los hitos en la historia del teatro. Si bien Rysanek cantó la Emperatriz durante casi tres décadas, Ludwig retornó a su cuerda de mezzosoprano para no forzar su instrumento.
Directores de orquesta como Wolfgang Sawallisch (el primero en grabarla comercialmente sin cortes y en estrenarla en 1992 en Tokio y Nagoya en una sugestiva producción de estilo japonés siguiendo la tradición del Kabuki firmada por el actor y director Ennosuke Ichikawa), Sir Georg Solti, Christoph von Dohnányi, Giuseppe Sinopoli y Christian Thielemann, han contribuido al afianzamiento y popularidad de La mujer sin sombra -conocida por la sigla "FROSCH" en la jerga musical, llamada así por el propio Strauss, por las grandes dificultades que enfrentó en su creación, ya que Frosch en alemán significa rana, esto es Die Frau ohne Schatten- con exitosas escenificaciones en París, Berlín, Salzburgo, Hamburgo, Fráncfort, Stuttgart, Chicago, Londres, Barcelona, Mannheim, Toulouse y Marsella, entre otras plazas líricas. Su compleja dirección escénica y diseños escenográficos han concitado a importantes nombres como Ernst Pöttgen, Nathaniel Merrill, Günther Schneider-Siemssen, Günther Rennert, Götz Friedrich]], Nikolaus Lehnhoff, Herbert Wernicke, Robert Carsen, Robert Wilson y el pintor David Hockney.
Esta ópera se representa poco; en las estadísticas de Operabase aparece la n.º 106 de las óperas representadas en 2005-2010, siendo la 20.ª en Alemania y la quinta de R. Strauss, con 32 representaciones en el período.

## Sus intérpretes
A través de los años merecen destacarse otros intérpretes del quinteto vocal principal que contribuyeron a la difusión e impacto de la ópera. Entre las sopranos debe mencionarse a Leonie Rysanek, Christa Ludwig, Ingrid Bjoner, Inge Borkh, Eleanor Steber, Julia Varady, Cheryl Studer, Hildegard Behrens, así como Eva Marton y Gwyneth Jones que cantaron los dos protagónicos femeninos, y Birgit Nilsson (1918-2005) que añadió el personaje de la Tintorera hacia el final de su extraordinaria carrera; como la Nodriza se destacaron Martha Mödl, Elisabeth Höngen, Astrid Varnay, Irene Dalis, Ruth Hesse, Hanna Schwarz y la eminente mezzosoprano eslovena Marjana Lipovsek; los tenores Set Svanholm, Hans Hopf, James King, Rene Kollo, Thomas Moser, Plácido Domingo, Peter Seiffert y Ben Heppner y los barítonos Ludwig Weber, Otto Wiener, Paul Schöffler, Dietrich Fischer-Dieskau, José van Dam y Siegmund Niemsgern. En la primera década del siglo XXI, las sopranos norteamericanas Deborah Voigt y Christine Brewer se han destacado como Emperatriz y Tintorera respectivamente.

## Discografía
Emperatriz, Tintorera, Nodriza, Emperador, Tintorero, Mensajero de los espíritus, Orquesta, Director
- 1954 Leonie Rysanek, Christel Goltz, Elisabeth Höngen, Hans Hopf, Paul Schöffler, Kurt Böhme / Filarmónica de Viena / Karl Böhm

- 1963 Ingrid Bjoner, Inge Borkh, Martha Mödl, Jess Thomas, Dietrich Fischer-Dieskau, Hans Hotter / Bayerische Staatsoper / Josef Keilberth

- 1964 Leonie Rysanek, Christa Ludwig, Grace Hoffmann, Jess Thomas, Walter Berry, Walter Kreppel / Ópera Estatal de Viena / Herbert von Karajan

- 1977 Leonie Rysanek, Birgit Nilsson, Ruth Hesse, James King, Walter Berry, Peter Wimberger / Ópera Estatal de Viena /Karl Böhm

- 1987 Cheryl Studer, Ute Vinzing, Hanna Schwarz, René Kollo, Alfred Muff, Andreas Schmidt / Orquesta Sinfónica de la Radio de Baviera / Wolfgang Sawallisch

- 1991 Julia Varady, Hildegard Behrens, Reinhild Runkel, Plácido Domingo, José van Dam / Filarmónica de Viena / Georg Solti

- 1996 Deborah Voigt, Sabine Hass, Hanna Schwarz, Ben Heppner, Franz Grundheber / Staatskapelle Dresden / Giuseppe Sinopoli

en DVD
- 1992 Cheryl Studer, Eva Marton, Marjana Lipovsek, Thomas Moser, Robert Hale, Bryn Terfel / Filarmónica de Viena (Festival de Salzburgo) / Georg Solti / Götz Friedrich

- 1992 Luana de Vol, Janis Martin, Marjana Lipovsek, Peter Seiffert, Alan Titus, Jan Rootering / Bayerische Staatsoper / Wolfgang Sawallisch / Ennosuke Ichikawa